# Joachim Starck
Joachim Starck (* 6. November 1938 in Breslau) ist ein deutscher Jurist und war von 1990 bis 2003 Richter am Bundesgerichtshof.
Starck trat im Jahr 1966 als Gerichtsassessor in den Justizdienst des Landes Nordrhein-Westfalen ein. 1970 wurde er zum Landgerichtsrat ernannt, in welcher Funktion er beim Landgericht Düsseldorf tätig war. Von 1973 bis 1975 war Starck an den Bundesgerichtshof, danach bis 1977 an das Bundesjustizministerium abgeordnet.
Bereits im Juni 1975 zum Richter am Bundespatentgericht ernannt, war Starck, nach Beendigung seiner Abordnung, dort ab 1990 als Vorsitzender Richter tätig. Zum Richter am Bundesgerichtshof wurde Starck am 3. Dezember 1990 ernannt. Er wurde vom Präsidium dem I. Zivilsenat zugewiesen, dem er auch bis zu seiner Pensionierung im November 2003 angehörte.
Starck ist seit 2002 Honorarprofessor an der Johannes Gutenberg-Universität Mainz, an der er seit dem Wintersemester 1995/96 Vorlesungen hält.

## Veröffentlichungen
- Busse/Starck: Warenzeichengesetz, 6. Aufl. 1990, de Gruyter, Berlin, ISBN 978-3-11-011779-0
- Statthaftigkeit der Beschwerde zum Bundespatentgericht, GRUR 1985, 798
- Der Prüfer im Patentamt, Computer und Recht (CR) 1989, 367
- Marken- und sonstige Kennzeichenrechte als verkehrsfähige Wirtschaftsgüter, WRP 1994, 698
- Rechtsprechung des Bundesgerichtshofes zum neuen Markenrecht, WRP 1996, 269
- Markenmäßiger Gebrauch – Besondere Voraussetzung für die Annahme einer Markenverletzung? GRUR 1996, 688
- Zur aktuellen Rechtsprechung des Bundesgerichtshofes im Markenrecht, MarkenR 2001, 89
- Transport von Markenware, Festschrift für Joachim Bornkamm, C.H. Beck, 2014, ISBN 978-3-406-65911-9, S. 657